# Mohamed Kanno
Mohamed Ibrahim Abdullah Kanno (in arabo محمد إبراهيم عبد الله كنو‎?; Khobar, 22 settembre 1994) è un calciatore saudita, centrocampista dell'Al-Hilal e della nazionale saudita.

## Caratteristiche tecniche
È un centrocampista centrale.

## Carriera

### Club
Ha giocato nella prima divisione saudita.

### Nazionale
È stato incluso nella lista dei convocati per il Campionato mondiale di calcio 2018 e per quelli del 2022.

## Statistiche

### Cronologia presenze e reti in nazionale
| Cronologia completa delle presenze e delle reti in nazionale ― Arabia Saudita | Cronologia completa delle presenze e delle reti in nazionale ― Arabia Saudita | Cronologia completa delle presenze e delle reti in nazionale ― Arabia Saudita | Cronologia completa delle presenze e delle reti in nazionale ― Arabia Saudita | Cronologia completa delle presenze e delle reti in nazionale ― Arabia Saudita | Cronologia completa delle presenze e delle reti in nazionale ― Arabia Saudita | Cronologia completa delle presenze e delle reti in nazionale ― Arabia Saudita | Cronologia completa delle presenze e delle reti in nazionale ― Arabia Saudita |
| Data                                                                          | Città                                                                         | In casa                                                                       | Risultato                                                                     | Ospiti                                                                        | Competizione                                                                  | Reti                                                                          | Note                                                                          |
| ----------------------------------------------------------------------------- | ----------------------------------------------------------------------------- | ----------------------------------------------------------------------------- | ----------------------------------------------------------------------------- | ----------------------------------------------------------------------------- | ----------------------------------------------------------------------------- | ----------------------------------------------------------------------------- | ----------------------------------------------------------------------------- |
| 25-12-2017                                                                    | Al Kuwait                                                                     | Emirati Arabi Uniti                                                           | 0 – 0                                                                         | Arabia Saudita                                                                | Gulf Cup 2017-2018 - 1º turno                                                 | -                                                                             | 80’ 85’                                                                       |
| 28-12-2017                                                                    | Al Kuwait                                                                     | Arabia Saudita                                                                | 0 – 2                                                                         | Oman                                                                          | Gulf Cup 2017-2018 - 1º turno                                                 | -                                                                             | 80’                                                                           |
| 26-2-2018                                                                     | Gedda                                                                         | Arabia Saudita                                                                | 3 – 0                                                                         | Moldavia                                                                      | Amichevole                                                                    | -                                                                             | 46’                                                                           |
| 9-5-2018                                                                      | Cadice                                                                        | Arabia Saudita                                                                | 2 – 0                                                                         | Algeria                                                                       | Amichevole                                                                    | -                                                                             | 88’                                                                           |
| 15-5-2018                                                                     | Siviglia                                                                      | Arabia Saudita                                                                | 2 – 0                                                                         | Grecia                                                                        | Amichevole                                                                    | 1                                                                             | 63’ 71’                                                                       |
| 28-5-2018                                                                     | San Gallo                                                                     | Italia                                                                        | 2 – 1                                                                         | Arabia Saudita                                                                | Amichevole                                                                    | -                                                                             | 46’                                                                           |
| 20-6-2018                                                                     | Rostov                                                                        | Uruguay                                                                       | 1 – 0                                                                         | Arabia Saudita                                                                | Mondiali 2018 - 1º turno                                                      | -                                                                             | 75’                                                                           |
| 10-9-2018                                                                     | Riad                                                                          | Arabia Saudita                                                                | 2 – 2                                                                         | Bolivia                                                                       | Amichevole                                                                    | -                                                                             | 33’ 63’                                                                       |
| 15-10-2018                                                                    | Riad                                                                          | Arabia Saudita                                                                | 1 – 1                                                                         | Iraq                                                                          | Amichevole                                                                    | -                                                                             | 56’                                                                           |
| 5-9-2019                                                                      | Dammam                                                                        | Arabia Saudita                                                                | 1 – 1                                                                         | Mali                                                                          | Amichevole                                                                    | -                                                                             |                                                                               |
| 27-11-2019                                                                    | Doha                                                                          | Kuwait                                                                        | 3 – 1                                                                         | Arabia Saudita                                                                | Gulf Cup 2019 - 1º turno                                                      | -                                                                             | 46’                                                                           |
| 30-11-2019                                                                    | Al Kuwait                                                                     | Arabia Saudita                                                                | 2 – 0                                                                         | Bahrein                                                                       | Gulf Cup 2019 - 1º turno                                                      | -                                                                             | 62’                                                                           |
| 2-12-2019                                                                     | Al Kuwait                                                                     | Arabia Saudita                                                                | 3 – 1                                                                         | Oman                                                                          | Gulf Cup 2019 - 1º turno                                                      | -                                                                             | 88’                                                                           |
| 5-12-2019                                                                     | Al Wakrah                                                                     | Qatar                                                                         | 0 – 1                                                                         | Arabia Saudita                                                                | Gulf Cup 2019 - Semifinale                                                    | -                                                                             |                                                                               |
| 8-12-2019                                                                     | Doha                                                                          | Arabia Saudita                                                                | 0 – 1                                                                         | Bahrein                                                                       | Gulf Cup 2019 - Finale                                                        | -                                                                             | 86’                                                                           |
| 14-11-2020                                                                    | Riyad                                                                         | Arabia Saudita                                                                | 3 – 0                                                                         | Giamaica                                                                      | Amichevole                                                                    | -                                                                             |                                                                               |
| 17-11-2020                                                                    | Riyad                                                                         | Arabia Saudita                                                                | 1 – 2                                                                         | Giamaica                                                                      | Amichevole                                                                    | -                                                                             | 83’                                                                           |
| 25-3-2021                                                                     | Riyad                                                                         | Arabia Saudita                                                                | 1 – 0                                                                         | Kuwait                                                                        | Amichevole                                                                    | -                                                                             | 60’                                                                           |
| 30-3-2021                                                                     | Riad                                                                          | Arabia Saudita                                                                | 5 – 0                                                                         | Palestina                                                                     | Qual. Mondiali 2022                                                           | -                                                                             | 70’                                                                           |
| 2-9-2021                                                                      | Riad                                                                          | Arabia Saudita                                                                | 3 – 1                                                                         | Vietnam                                                                       | Qual. Mondiali 2022                                                           | -                                                                             | 18’                                                                           |
| 7-9-2021                                                                      | Mascate                                                                       | Oman                                                                          | 0 – 1                                                                         | Arabia Saudita                                                                | Qual. Mondiali 2022                                                           | -                                                                             |                                                                               |
| 7-10-2021                                                                     | Gedda                                                                         | Arabia Saudita                                                                | 1 – 0                                                                         | Giappone                                                                      | Qual. Mondiali 2022                                                           | -                                                                             |                                                                               |
| 12-10-2021                                                                    | Gedda                                                                         | Arabia Saudita                                                                | 3 – 2                                                                         | Cina                                                                          | Qual. Mondiali 2022                                                           | -                                                                             |                                                                               |
| 11-11-2021                                                                    | Sydney                                                                        | Australia                                                                     | 0 – 0                                                                         | Arabia Saudita                                                                | Qual. Mondiali 2022                                                           | -                                                                             |                                                                               |
| 16-11-2021                                                                    | Hanoi                                                                         | Vietnam                                                                       | 0 – 1                                                                         | Arabia Saudita                                                                | Qual. Mondiali 2022                                                           | -                                                                             |                                                                               |
| 27-1-2022                                                                     | Gedda                                                                         | Arabia Saudita                                                                | 1 – 0                                                                         | Oman                                                                          | Qual. Mondiali 2022                                                           | -                                                                             |                                                                               |
| 1-2-2022                                                                      | Saitama                                                                       | Giappone                                                                      | 2 – 0                                                                         | Arabia Saudita                                                                | Qual. Mondiali 2022                                                           | -                                                                             |                                                                               |
| 24-3-2022                                                                     | Sharja                                                                        | Cina                                                                          | 1 – 1                                                                         | Arabia Saudita                                                                | Qual. Mondiali 2022                                                           | -                                                                             |                                                                               |
| 29-3-2022                                                                     | Gedda                                                                         | Arabia Saudita                                                                | 1 – 0                                                                         | Australia                                                                     | Qual. Mondiali 2022                                                           | -                                                                             |                                                                               |
| 5-6-2022                                                                      | Murcia                                                                        | Arabia Saudita                                                                | 0 – 1                                                                         | Colombia                                                                      | Amichevole                                                                    | -                                                                             | 46’                                                                           |
| 9-6-2022                                                                      | Murcia                                                                        | Arabia Saudita                                                                | 0 – 1                                                                         | Venezuela                                                                     | Amichevole                                                                    | -                                                                             | 80’                                                                           |
| 23-9-2022                                                                     | Murcia                                                                        | Arabia Saudita                                                                | 0 – 0                                                                         | Ecuador                                                                       | Amichevole                                                                    | -                                                                             | 66’                                                                           |
| 27-9-2022                                                                     | Murcia                                                                        | Arabia Saudita                                                                | 0 – 0                                                                         | Stati Uniti                                                                   | Amichevole                                                                    | -                                                                             | 66’                                                                           |
| 22-10-2022                                                                    | Abu Dhabi                                                                     | Arabia Saudita                                                                | 1 – 0                                                                         | Macedonia del Nord                                                            | Amichevole                                                                    | -                                                                             | 60’                                                                           |
| 30-10-2022                                                                    | Abu Dhabi                                                                     | Arabia Saudita                                                                | 0 – 0                                                                         | Honduras                                                                      | Amichevole                                                                    | -                                                                             |                                                                               |
| 6-11-2022                                                                     | Abu Dhabi                                                                     | Islanda                                                                       | 0 – 1                                                                         | Arabia Saudita                                                                | Amichevole                                                                    | -                                                                             |                                                                               |
| 10-11-2022                                                                    | Abu Dhabi                                                                     | Arabia Saudita                                                                | 1 – 1                                                                         | Panama                                                                        | Amichevole                                                                    | -                                                                             |                                                                               |
| 16-11-2022                                                                    | Riad                                                                          | Arabia Saudita                                                                | 0 – 1                                                                         | Croazia                                                                       | Amichevole                                                                    | -                                                                             | 80’                                                                           |
| 22-11-2022                                                                    | Lusail                                                                        | Argentina                                                                     | 1 – 2                                                                         | Arabia Saudita                                                                | Mondiali 2022 - 1º turno                                                      | -                                                                             |                                                                               |
| 26-11-2022                                                                    | Al Rayyan                                                                     | Polonia                                                                       | 2 – 0                                                                         | Arabia Saudita                                                                | Mondiali 2022 - 1º turno                                                      | -                                                                             |                                                                               |
| 30-11-2022                                                                    | Lusail                                                                        | Arabia Saudita                                                                | 1 – 2                                                                         | Messico                                                                       | Mondiali 2022 - 1º turno                                                      | -                                                                             |                                                                               |
| 24-3-2023                                                                     | Gedda                                                                         | Arabia Saudita                                                                | 1 – 2                                                                         | Venezuela                                                                     | Amichevole                                                                    | -                                                                             |                                                                               |
| 28-3-2023                                                                     | Gedda                                                                         | Arabia Saudita                                                                | 1 – 2                                                                         | Bolivia                                                                       | Amichevole                                                                    | -                                                                             | 72’ 85’                                                                       |
| 12-9-2023                                                                     | Newcastle upon Tyne                                                           | Corea del Sud                                                                 | 1 – 0                                                                         | Arabia Saudita                                                                | Amichevole                                                                    | -                                                                             |                                                                               |
| 13-10-2023                                                                    | Portimão                                                                      | Arabia Saudita                                                                | 2 – 2                                                                         | Nigeria                                                                       | Amichevole                                                                    | 1                                                                             | 63’                                                                           |
| 17-10-2023                                                                    | Portimão                                                                      | Arabia Saudita                                                                | 1 – 3                                                                         | Mali                                                                          | Amichevole                                                                    | -                                                                             | 73’                                                                           |
| 4-1-2024                                                                      | Al Wakrah                                                                     | Arabia Saudita                                                                | 1 – 0                                                                         | Libano                                                                        | Amichevole                                                                    | -                                                                             |                                                                               |
| 16-1-2024                                                                     | Doha                                                                          | Arabia Saudita                                                                | 2 – 1                                                                         | Oman                                                                          | Coppa d'Asia 2023 - 1º turno                                                  | -                                                                             | 83’                                                                           |
| 21-1-2024                                                                     | Al Khawr                                                                      | Kirghizistan                                                                  | 0 – 2                                                                         | Arabia Saudita                                                                | Coppa d'Asia 2023 - 1º turno                                                  | 1                                                                             |                                                                               |
| 25-1-2024                                                                     | Al Rayyan                                                                     | Arabia Saudita                                                                | 0 – 0                                                                         | Thailandia                                                                    | Coppa d'Asia 2023 - 1º turno                                                  | -                                                                             | 79’                                                                           |
| 30-1-2024                                                                     | Al Rayyan                                                                     | Arabia Saudita                                                                | 1 – 1 dts (2 – 4 dtr)                                                         | Corea del Sud                                                                 | Coppa d'Asia 2023 - Ottavi di finale                                          | -                                                                             |                                                                               |
| 21-3-2024                                                                     | Riad                                                                          | Arabia Saudita                                                                | 1 – 0                                                                         | Tagikistan                                                                    | Qual. Mondiali 2026                                                           | -                                                                             | 69’                                                                           |
| 26-3-2024                                                                     | Dušanbe                                                                       | Tagikistan                                                                    | 1 – 1                                                                         | Arabia Saudita                                                                | Qual. Mondiali 2026                                                           | -                                                                             |                                                                               |
| 6-6-2024                                                                      | Amman                                                                         | Pakistan                                                                      | 0 – 3                                                                         | Arabia Saudita                                                                | Qual. Mondiali 2026                                                           | -                                                                             | 66’                                                                           |
| 11-6-2024                                                                     | Riad                                                                          | Arabia Saudita                                                                | 1 – 2                                                                         | Giordania                                                                     | Qual. Mondiali 2026                                                           | -                                                                             |                                                                               |
| 5-9-2024                                                                      | Riad                                                                          | Arabia Saudita                                                                | 1 – 1                                                                         | Indonesia                                                                     | Qual. Mondiali 2026                                                           | -                                                                             | 90+8’                                                                         |
| 10-9-2024                                                                     | Dalian                                                                        | Cina                                                                          | 1 – 2                                                                         | Arabia Saudita                                                                | Qual. Mondiali 2026                                                           | -                                                                             | 19’                                                                           |
| 19-11-2024                                                                    | Giacarta                                                                      | Indonesia                                                                     | 2 – 0                                                                         | Arabia Saudita                                                                | Qual. Mondiali 2026                                                           | -                                                                             |                                                                               |
| 17-12-2024                                                                    | Riad                                                                          | Arabia Saudita                                                                | 3 – 1                                                                         | Trinidad e Tobago                                                             | Amichevole                                                                    | -                                                                             |                                                                               |
| 22-12-2024                                                                    | Al Kuwait                                                                     | Arabia Saudita                                                                | 2 – 3                                                                         | Bahrein                                                                       | Coppa delle nazioni del Golfo 2024 - 1º turno                                 | -                                                                             |                                                                               |
| 25-12-2024                                                                    | Al Kuwait                                                                     | Yemen                                                                         | 2 – 3                                                                         | Arabia Saudita                                                                | Coppa delle nazioni del Golfo 2024 - 1º turno                                 | 1                                                                             |                                                                               |
| 28-12-2024                                                                    | Al Kuwait                                                                     | Iraq                                                                          | 1 – 3                                                                         | Arabia Saudita                                                                | Coppa delle nazioni del Golfo 2024 - 1º turno                                 | -                                                                             |                                                                               |
| 31-12-2024                                                                    | Al Kuwait                                                                     | Oman                                                                          | 2 – 1                                                                         | Arabia Saudita                                                                | Coppa delle nazioni del Golfo 2024 - Semifinale                               | 1                                                                             |                                                                               |
| 5-6-2025                                                                      | Riffa                                                                         | Bahrein                                                                       | 0 – 2                                                                         | Arabia Saudita                                                                | Qual. Mondiali 2026                                                           | -                                                                             | 61’                                                                           |
| 10-6-2025                                                                     | Gedda                                                                         | Arabia Saudita                                                                | 1 – 2                                                                         | Australia                                                                     | Qual. Mondiali 2026                                                           | -                                                                             |                                                                               |
| Totale                                                                        |                                                                               | Presenze                                                                      | 66                                                                            |                                                                               | Reti                                                                          | 5                                                                             |                                                                               |

## Palmarès

### Competizioni nazionali
- Campionato saudita: 1

Al Hilal: 2019-2020, 2020-2021, 2021-2022, 2023-2024
- Coppa del Re dei Campioni: 3

Al Hilal: 2019-2020, 2022-2023, 2023-2024
- Supercoppa saudita: 2

Al Hilal: 2021, 2023

### Competizioni internazionali
- AFC Champions League: 2

Al-Hilal: 2019, 2021